# Пятнистый коносир
Пятнистый коносир, или пятнистая тупорылка (лат. Konosirus punctatus), — вид морских лучепёрых рыб семейства сельдевых (Clupeidae). Единственный представитель рода Konosirus. Распространены в северо-западной части Тихого океана. Максимальная длина тела 32 см. Промысловая рыба.

## Описание
Тело немного вытянутое, сжато с боков. Высота тела составляет 28—33% стандартной длины тела. Тело покрыто циклоидной чешуёй, на голове чешуи нет. Рыло выступает вперёд, закруглённое; рот маленький. Вдоль всего брюха проходит 32—37 щитков; из них 17—21 до брюшных плавников и 12—16 щитков после брюшных плавников. Нет щитков перед спинным плавником. Рот полунижний. Верхняя челюсть прямая с выемкой посередине. На первой жаберной дуге 200—400 тонких жаберных тычинок, их длина составляет ¾ длины жаберных лепестков. Спинной плавник с 16—20 мягкими лучами, расположен в середине тела. Последний луч плавника сильно удлинён. В анальном плавнике 19—27 мягких лучей. Боковой линии нет. Позвонков 46—51.
Тело серебристого цвета. За жаберными отверстиями чёрное пятно; за ним вдоль тела проходит несколько рядов чёрных точек.
Максимальная длина тела 32 см.

## Биология
Морские стайные рыбы. Обитают в прибрежной зоне на глубине до 50 м, заходят в эстуарии. Совершают сезонные миграции, расширяя ареал на север в летние месяцы. Питаются фитопланктоном.
Нерестятся в прибрежных водах, заливах и эстуариях. На юге Японского моря нерест наблюдается в апреле — мае; в заливе Петра Великого сроки нереста смещаются на июнь — июль. Икра пелагическая, с одной жировой каплей. До октября молодь нагуливается в прибрежных водах среди зарослей водной растительности, может образовывать большие скопления. К началу октября молодь достигает длины 7—9 см. При понижении температуры воды ниже 12 °С молодь и взрослые особи откочёвывают в более южные районы.
У берегов острова Кюсю вымётывают икру два и более раз за нерестовый сезон, который продолжается 1—1,5 месяца.

## Ареал
Распространены в северо-западной части Тихого океана. На севере доходят до залива Петра Великого, залива Ольги и Амурского лимана (только в летние месяцы). Не встречаются у берегов острова Хоккайдо. Ареал простирается вдоль побережья Японии, Китая, Кореи. Японское, Жёлтое, Восточно-Китайское и Южно-Китайское моря. Южная граница ареала проходит у Гонконга и Тайваня.

## Взаимодействие с человеком
Имеют ограниченное промысловое значение. Максимальные уловы в 27,3 тысячи тонн наблюдались в 1995 году; в 2010—2016 годах мировые уловы варьировали от 4 до 6,9 тысяч тонн. Больше всех ловят в Японии. Ловят ставными и закидными неводами, жаберными сетями. Используют как столовую рыбу, а также её икру в приготовлении суши.